# Samar, Ucraina
Samar (în ucraineană Самар) este oraș regional în regiunea Dnipropetrovsk, Ucraina. Deși subordonat direct regiunii, orașul este și reședința raionului Novomoskovsk.

## Demografie
Componența lingvistică a orașului Novomoskovsk
     Ucraineană (80,88%)
     Rusă (18,48%)
     Alte limbi (0,25%)
Conform recensământului din 2001, majoritatea populației orașului Novomoskovsk era vorbitoare de ucraineană (80,88%), existând în minoritate și vorbitori de rusă (18,48%).